# Get Low (Zedd & Liam Payne)
Get Low is een nummer uit 2017 van de Duitse dj Zedd en de Britse zanger Liam Payne. Het is de tweede single van Payne's debuutalbum LP1.
Het nummer werd een klein hitje in diverse landen. In Zedds thuisland Duitsland was het met een 75e positie niet heel succesvol, terwijl het nummer het in Payne's thuisland het Verenigd Koninkrijk het wel aardig deed met een 26e positie. In Nederland haalde "Get Low" de 7e positie in de Tipparade, terwijl het nummer in Vlaanderen de 22e positie in de Tipparade behaalde.